# Lucio Comar
Lucio Comar (Cervignano del Friuli, 3 gennaio 1942 – Cervignano del Friuli, 5 novembre 2014) è stato un pittore italiano.

## Biografia
Ha vissuto e lavorato a Cervignano del Friuli. Membro onorario dell'Accademia Tiberina, da cui nel 1979 ha ricevuto la "Legion d'oro" per meriti artistici. Si affianca al pittore Antonio Corazza che lo guida alla forma figurativa realistica. Inizia l'attività pittorica professionale nel 1975, dedicandosi all'insegnamento a partire dal 1985. Numerose le mostre personali tenute in importanti città d'arte quali Modena, Ferrara, Firenze, Roma e Milano. Sue opere sono oggi conservate in diverse gallerie nazionali ed istituti regionali.
L'artista è presente nei maggiori cataloghi d'arte (Comanducci, Bolaffi, Celit, Unedi, Arte italiana nel mondo, Pittori Friuli-Venezia Giulia).

## Temi
Personaggi umili, dai volti scavati dal tempo e dalla fatica. Di orientamento naturalistico e figurativo, la sua pittura coglie con appassionato trasporto la realtà nei suoi aspetti quotidiani. Assistiamo a valori evocativi ora nostalgici, ora poetici, di una profonda armonia dell'io con il resto del mondo.